# Liste der Stolpersteine in Nottuln
In der Liste der Stolpersteine in Nottuln werden die vorhandenen Gedenksteine aufgeführt, die im Rahmen des Projektes Stolpersteine des Künstlers Gunter Demnig in Nottuln bisher verlegt worden sind.
| Adresse                 | Name           | Inschrift                                                                                         | Verlegedatum  | Bild | Anmerkung |
| ----------------------- | -------------- | ------------------------------------------------------------------------------------------------- | ------------- | ---- | --- |
| Kirchplatz 4 (Standort) | Julia Gerson   | Hier wohnte Julia Gerson geb. Lippers Jg. 1911 deportiert 1942 Auschwitz ermordet Oktober 1942    | 13. Nov. 2005 |      | |
| Kirchplatz 4 (Standort) | Ursula Gerson  | Hier wohnte Ursula Gerson Jg. 1936 deportiert 1942 Auschwitz ermordet Oktober 1942                | 13. Nov. 2005 |      | |
| Kirchplatz 4 (Standort) | Hugo Lippers   | Hier wohnte Hugo Lippers Jg. 1875 deportiert 1942 Auschwitz ermordet Oktober 1942                 | 13. Nov. 2005 |      | In der niederländischen Stadt Zwolle liegt ein weiterer Stolperstein für Hugo Lippers, der andere Daten nennt: Hier woonde Hugo Lippers geb. 1875 vermoord 6.9.1944 Auschwitz Übersetzung: Hier wohnte Hugo Lippers geb. 1875 ermordet 6.9.1944 Auschwitz                         |
| Kirchplatz 4 (Standort) | Isidor Lippers | Hier wohnte Isidor Lippers Jg. 1873 deportiert 1942 Auschwitz ermordet Oktober 1942               | 13. Nov. 2005 |      | In der niederländischen Stadt Zwolle liegt ein weiterer Stolperstein für Isidor Lippers, der andere Daten nennt: Hier woonde Isidor Lippers geb. 1873 vermoord 6.9.1944 Auschwitz Übersetzung: Hier wohnte Isidor Lippers geb. 1873 ermordet 6.9.1944 Auschwitz                   |
| Kirchplatz 4 (Standort) | Martha Lippers | Hier wohnte Martha Lippers geb. Stehberg Jg. 1883 deportiert 1942 Auschwitz ermordet Oktober 1942 | 13. Nov. 2005 |      | In der niederländischen Stadt Zwolle liegt ein weiterer Stolperstein für Martha Lippers, der andere Daten nennt: Hier woonde Martha Lippers-Stehberg geb. 1883 vermoord 6.9.1944 Auschwitz Übersetzung: Hier wohnte Martha Lippers-Stehberg geb. 1883 ermordet 6.9.1944 Auschwitz |
| Kirchplatz 4 (Standort) | Erich Stehberg | Hier wohnte Erich Stehberg Jg. 1898 deportiert 1941 Minsk ermordet 1941                           | 13. Nov. 2005 |      | |

## Nachweise
1. ↑  Hugo Lippers auf www.joodsmonument.nl, abgerufen am 3. November 2020
2. ↑  Isidor Lippers auf www.joodsmonument.nl, abgerufen am 3. November 2020
3. ↑  Martha Lippers-Stehberg auf www.joodsmonument.nl, abgerufen am 3. November 2020

- Karte mit allen Koordinaten:
- OSM |
- WikiMap